# Calcio Femminile Chieti 2016-2017
Questa voce raccoglie le informazioni riguardanti l'Associazione Sportiva Dilettantistica Calcio Femminile Chieti nelle competizioni ufficiali della stagione 2016-2017.

## Stagione
Nella stagione 2016-2017 il Chieti ha disputato il campionato di Serie A, massima serie del campionato italiano femminile di calcio, per la prima volta nella sua storia, concludendo al decimo posto con 15 punti conquistati in 22 giornate, frutto di 4 vittorie, 3 pareggi e 15 sconfitte, retrocedendo direttamente in Serie B. Nella Coppa Italia è sceso in campo sin dal primo turno: dopo aver sconfitto la Jesina e la Roma, ha raggiunto il terzo turno dove è stato eliminato dall'Empoli.

## Organigramma societario
Area tecnica
- Allenatore: Lello Di Camillo
- Allenatore in seconda: Emanuele Pagliari
- Preparatore dei portieri: Roberto Barbetta

## Rosa
Rosa, numerazione e ruoli, tratti dal sito ufficiale della società, sono aggiornati al 12 settembre 2016.
| N. |                   | Ruolo | Calciatrice         |
| -- | ----------------- | ----- | ------------------- |
| 1  | Italia (bandiera) | P     | Silvia Vicenzi      |
| 2  | Italia (bandiera) | D     | Giada Di Camillo    |
| 3  | Italia (bandiera) | C     | Adriana Colasante   |
| 4  | Italia (bandiera) | D     | Daniela Di Bari     |
| 5  | Italia (bandiera) | D     | Elisabetta Tona     |
| 6  | Italia (bandiera) | D     | Barbara Benedetti   |
| 7  | Italia (bandiera) | A     | Evelyn Vicchiarello |
| 8  | Italia (bandiera) | C     | Melissa Nozzi       |
| 9  | Italia (bandiera) | A     | Gloria Marinelli    |
| 10 | Italia (bandiera) | C     | Giulia Di Camillo   |
| 11 | Italia (bandiera) | A     | Alessia Stivaletta  |
| 14 | Italia (bandiera) | C     | Raissa Cocchini     |
| 16 | Italia (bandiera) | C     | Rossana Perna       |

| N. |                   | Ruolo | Calciatrice               |
| -- | ----------------- | ----- | ------------------------- |
| 17 | Italia (bandiera) | C     | Chiara Scioli             |
| 19 | Italia (bandiera) | A     | Valentina Di Marco (cap.) |
| 20 | Italia (bandiera) | A     | Claudia Mariani           |
| 21 | Italia (bandiera) | C     | Anita Carrozzi            |
| 22 | Italia (bandiera) | C     | Penelope Riboldi          |
| 23 | Italia (bandiera) | C     | Alessia Copia             |
| 26 | Galles (bandiera) | A     | Kayleigh Ann Marie Green  |
| 27 | Italia (bandiera) | C     | Anna Innerhuber           |
|    | Italia (bandiera) | P     | Annalisa Di Muzio         |
|    | Italia (bandiera) | P     | Ilaria Toniolo            |
|    | Italia (bandiera) | P     | Lisa Falcocchia           |
|    | Italia (bandiera) | P     | Andrea Guerracino         |

## Calciomercato

### Sessione estiva(dal 1º luglio al 31 agosto)
| Acquisti | Acquisti                 | Acquisti           | Acquisti   |
| R.       | Nome                     | da                 | Modalità   |
| -------- | ------------------------ | ------------------ | ---------- |
| P        | Ilaria Toniolo           | Valpolicella       | definitivo |
| D        | Elisabetta Tona          | Fiorentina         | definitivo |
| C        | Anna Innerhuber          | Riviera di Romagna | definitivo |
| A        | Kayleigh Ann Marie Green | Yeovil Town        | definitivo |
| A        | Gloria Marinelli         | Grifo Perugia      | definitivo |
| A        | Penelope Riboldi         | Pink Sport Time    | definitivo |
| A        | Evelyn Vicchiarello      | Fiorentina         | definitivo |

| Cessioni | Cessioni           | Cessioni | Cessioni      |
| R.       | Nome               | a        | Modalità      |
| -------- | ------------------ | -------- | ------------- |
| P        | Annalisa Di Muzio  |          | svincolata    |
| P        | Ilaria Toniolo     |          | svincolata    |
| D        | Gioia Masia        |          | fine carriera |
| A        | Melania Martinovic | Res Roma | definitivo    |

### Sessione invernale
| Acquisti | Acquisti | Acquisti | Acquisti |
| R.       | Nome     | da       | Modalità |
| -------- | -------- | -------- | -------- |

| Cessioni | Cessioni       | Cessioni          | Cessioni   |
| R.       | Nome           | a                 | Modalità   |
| -------- | -------------- | ----------------- | ---------- |
| P        | Ilaria Toniolo | Pro San Bonifacio | svincolata |

## Risultati

### Serie A

#### Girone di andata
| Arbitro: | Anna Scapolo (Padova) |

|                                                            |           |  |
| Rosucci 10’ Sabatino 56’, 64’ Fuselli 65’, 87’ Eusebio 79’ | Marcatori |  |

| Arbitro: | Federico Pontone (Cassino) |

|                    |           |  |
| Marinelli 10’, 53’ | Marcatori |  |

| Arbitro: | Nicolò Grimaldi (Genova) |

|                     |           |               |
| Cama 60’ Sodini 84’ | Marcatori | 26’ Marinelli |

| Arbitro: | Ruben Celani (Viterbo) |

|  |           |                                                                            |
|  | Marcatori | 18’ Bonetti 37’ Caccamo 42’ Carissimi 44’, 45’ Mauro 74’ Salvatori Rinaldi |

| Arbitro: | Valerio Crezzini (Siena) |

|                      |           |                            |
| Simonetti 15’ (rig.) | Marcatori | 90’ (rig.) Giu. Di Camillo |

| Arbitro: | Samuele Andreano (Prato) |

|                     |           |                          |
| Giu. Di Camillo 87’ | Marcatori | 8’ Piemonte 72’ Williams |

| Arbitro: | Emanuele Renzullo (Torre del Greco) |

|                                                                |           |                              |
| Tuttino 24’ Camporese 30’ Clelland 39’ Brumana 45+1’ Sardu 87’ | Marcatori | 55’ Stivaletta 58’ Marinelli |

| Arbitro: | Francesco D'Eusanio (Faenza) |

|                                                   |           |  |
| Di Bari 21’ Innerhuber 78’ (rig.) Marinelli 90+1’ | Marcatori |  |

| Arbitro: | Andrea Bordin (Bassano del Grappa) |

|                                         |           |  |
| Locatelli 24’ Giacinti 78’ Pirone 90+2’ | Marcatori |  |

| Arbitro: | Leonardo Funari (Roma) |

|                                                         |           |  |
| Filippi 25’ Baldini 31’, 67’ Principi 48’ Razzolini 58’ | Marcatori |  |

| Arbitro: | Mattia Ubaldi (Roma) |

|              |           |  |
| Carrozzi 28’ | Marcatori |  |

#### Girone di ritorno
| Arbitro: | Maria Teresa Travascio (Moliterno) |

|  |           |                                          |
|  | Marcatori | 39’ Cernoia 63’ Sabatino 90+3’ Tyryškina |

| Arbitro: | Roberto Lovison (Padova) |

|                                |           |                                     |
| Fusetti 43’ Cambiaghi 51’, 59’ | Marcatori | 10’ Marinelli 15’ Di Bari 40’ Green |

| Arbitro: | Andrea Baldomenico (Jesi) |

|                     |           |                        |
| Giu. Di Camillo 48’ | Marcatori | 1’ Sodini 66’ Iannella |

| Arbitro: | Augusto Quattrociocchi (Latina) |

|                                                                                          |           |  |
| Carrozzi 10’ (aut.) Bonetti 18’, 89’ Linari 40’ (rig.) Caccamo 52’ Salvatori Rinaldi 84’ | Marcatori |  |

| Arbitro: | Daljit Singh (Macerata) |

|                |           |                       |
| Innerhuber 45’ | Marcatori | 54’, 85’ (rig.) Nagni |

| Arbitro: | Julio Milan Silvera (Valdarno) |

|                                             |           |                                  |
| Giugliano 30’, 50’ Piemonte 57’ Boattin 86’ | Marcatori | 9’ (aut.) Di Criscio 64’ Riboldi |

| Arbitro: | Pierpaolo Natilla (Molfetta) |

|                             |           |                                                                     |
| Carrozzi 32’ Stivaletta 79’ | Marcatori | 11’ (aut.) Innerhuber 15’, 54’, 71’ Brumana 40’ Sardu 83’ Camporese |

| Arbitro: | Andrea Beretta (Monza) |

|                                    |           |                                              |
| Cama 3’, 27’ Moretti 25’ Pinna 75’ | Marcatori | 36’ Tona 83’ Marinelli 90+2’ Gia. Di Camillo |

| Arbitro: | Dario Di Francesco (Ostia) |

|                                 |           |                                                          |
| Giu. Di Camillo 29’ Riboldi 78’ | Marcatori | 5’ (aut.) Di Bari 27’ Pirone 80’ (rig.), 88’ Alborghetti |

| Arbitro: | Andrea Maria Masciale (Molfetta) |

|                 |           |               |
| Tona 79’, 90+1’ | Marcatori | 17’ Razzolini |

| Arbitro: | Raimondo Borriello (Arezzo) |

|                   |           |                       |
| Monterubbiano 74’ | Marcatori | 90+4’ Giu. Di Camillo |

### Coppa Italia

#### Primo turno
Accoppiamento A19
| Arbitro: | Nicola Di Monte (Lanciano) |

|                               |           |               |
| Innerhuber 10’ Stivaletta 45’ | Marcatori | 90+1’ Vagnini |

| Arbitro: | Deborah Bianchi (Prato) |

|                                                |           |                                               |
| Becci 12’ (rig.) Fontana 61’ Monterubbiano 87’ | Marcatori | 32’ Giu. Di Camillo 57’ Stivaletta 81’ Scioli |

### Secondo turno
| Arbitro: | Harley De Martino (Napoli) |

|                          |           |                                                                       |
| Vukčević 58’, 65’ (rig.) | Marcatori | 12’ Stivaletta 18’ Tona 29’ Mariani 61’ Marinelli 69’ Giu. Di Camillo |

### Terzo turno
| Arbitro: | Paul Leonard Mihalache (Terni) |

|                                                                                  |           |  |
| Morucci 11’ Prugna 63’ Mastalli 64’ (rig.) Acuti 88’ Borghesi 90’ Meropini 90+2’ | Marcatori |  |

## Statistiche

### Statistiche di squadra
| Competizione | Punti | In casa | In casa | In casa | In casa | In casa | In casa | In trasferta | In trasferta | In trasferta | In trasferta | In trasferta | In trasferta | Totale | Totale | Totale | Totale | Totale | Totale | DR  |
| Competizione | Punti | G       | V       | N       | P       | Gf      | Gs      | G            | V            | N            | P            | Gf           | Gs           | G      | V      | N      | P      | Gf     | Gs     | DR  |
| ------------ | ----- | ------- | ------- | ------- | ------- | ------- | ------- | ------------ | ------------ | ------------ | ------------ | ------------ | ------------ | ------ | ------ | ------ | ------ | ------ | ------ | --- |
| Serie A      | 15    | 11      | 4       | 0       | 7       | 15      | 26      | 11           | 0            | 3            | 8            | 13           | 40           | 22     | 4      | 3      | 15     | 28     | 66     | -38 |
| Coppa Italia | -     | 1       | 1       | 0       | 0       | 2       | 1       | 3            | 1            | 1            | 1            | 8            | 11           | 4      | 2      | 1      | 1      | 10     | 12     | -2  |
| Totale       | -     | 12      | 5       | 0       | 7       | 17      | 27      | 14           | 1            | 4            | 9            | 21           | 51           | 26     | 6      | 4      | 16     | 38     | 78     | -40 |

### Andamento in campionato
| Giornata  | 1 | 2 | 3 | 4 | 5 | 6 | 7  | 8 | 9 | 10 | 11 | 12 | 13 | 14 | 15 | 16 | 17 | 18 | 19 | 20 | 21 | 22 |
| --------- | - | - | - | - | - | - | -- | - | - | -- | -- | -- | -- | -- | -- | -- | -- | -- | -- | -- | -- | -- |
| Luogo     | T | C | T | C | T | C | T  | C | T | T  | C  | C  | T  | C  | T  | C  | T  | C  | T  | C  | C  | T  |
| Risultato | P | V | P | P | N | P | P  | V | P | P  | V  | P  | N  | P  | P  | P  | P  | P  | P  | P  | V  | N  |
| Posizione | 7 | 3 | 7 | 8 | 8 | 9 | 10 | 8 | 9 | 8  | 8  | 8  | 8  | 9  | 10 | 10 | 10 | 10 | 11 | 11 | 10 | 10 |

Legenda:

Luogo: C = Casa; T = Trasferta. Risultato: V = Vittoria; N = Pareggio; P = Sconfitta.

### Statistiche delle giocatrici
| Giocatore       | Serie A  | Serie A | Serie A     | Serie A    | Coppa Italia | Coppa Italia | Coppa Italia | Coppa Italia | Totale   | Totale | Totale      | Totale     |
| Giocatore       | Presenze | Reti    | Ammonizioni | Espulsioni | Presenze     | Reti         | Ammonizioni  | Espulsioni   | Presenze | Reti   | Ammonizioni | Espulsioni |
| --------------- | -------- | ------- | ----------- | ---------- | ------------ | ------------ | ------------ | ------------ | -------- | ------ | ----------- | ---------- |
| B. Benedetti    | 16       | 0       | 0           | 0          | 2            | 0            | 0            | 0            | 18       | 0      | 0           | 0          |
| A. Carrozzi     | 18       | 2       | 2           | 0          | 2            | 0            | 0            | 0            | 20       | 2      | 2           | 0          |
| R. Cocchini     | 1        | 0       | 0           | 0          | -            | -            | -            | -            | 1        | 0      | 0           | 0          |
| A. Colasante    | 2        | 0       | 0           | 1          | 1            | 0            | 0            | 0            | 3        | 0      | 0           | 1          |
| A. Copia        | 8        | 0       | 2           | 0          | 1            | 0            | 0            | 0            | 9        | 0      | 2           | 0          |
| D. Di Bari      | 21       | 2       | 0           | 0          | 3            | 0            | 0            | 0            | 24       | 2      | 0           | 0          |
| Gia. Di Camillo | 19       | 1       | 5           | 0          | 3            | 0            | 0            | 0            | 22       | 1      | 5           | 0          |
| Giu. Di Camillo | 21       | 5       | 4           | 1          | 3            | 2            | 1            | 0            | 24       | 7      | 5           | 1          |
| V. Di Marco     | 14       | 0       | 0           | 0          | 1            | 0            | 0            | 0            | 15       | 0      | 0           | 0          |
| A. Di Muzio     | -        | -       | -           | -          | -            | -            | -            | -            | -        | -      | -           | -          |
| L. Falcocchia   | 3        | -9      | 0           | 0          | -            | -            | -            | -            | 3        | -9     | 0           | 0          |
| K. Green        | 5        | 1       | 0           | 0          | -            | -            | -            | -            | 5        | 1      | 0           | 0          |
| A. Guarracino   | 2        | -1      | 0           | 0          | -            | -            | -            | -            | 2        | -1     | 0           | 0          |
| A. Innerhuber   | 22       | 2       | 2           | 0          | 3            | 1            | 0            | 0            | 25       | 3      | 2           | 0          |
| C. Mariani      | 14       | 0       | 0           | 0          | 3            | 1            | 0            | 0            | 17       | 1      | 0           | 0          |
| G. Marinelli    | 22       | 7       | 0           | 0          | 2            | 1            | 0            | 0            | 24       | 8      | 0           | 0          |
| M. Nozzi        | 11       | 0       | 1           | 0          | 3            | 0            | 0            | 0            | 14       | 0      | 1           | 0          |
| R. Perna        | 2        | 0       | 0           | 0          | 1            | 0            | 0            | 0            | 3        | 0      | 0           | 0          |
| P. Riboldi      | 14       | 2       | 1           | 0          | 3            | 0            | 0            | 0            | 17       | 2      | 1           | 0          |
| N. Santirocco   | -        | -       | -           | -          | -            | -            | -            | -            | -        | -      | -           | -          |
| C. Scioli       | 1        | 0       | 0           | 1          | 1            | 1            | 0            | 0            | 2        | 1      | 0           | 1          |
| A. Stivaletta   | 16       | 2       | 3           | 1          | 3            | 3            | 0            | 0            | 19       | 5      | 3           | 1          |
| E. Tona         | 21       | 3       | 0           | 0          | 1            | 1            | 0            | 0            | 22       | 4      | 0           | 0          |
| I. Toniolo      | 0        | 0       | 0           | 0          | -            | -            | -            | -            | 0        | 0      | 0           | 0          |
| E. Vicchiarello | 22       | 0       | 0           | 0          | 3            | 0            | 0            | 0            | 25       | 0      | 0           | 0          |
| S. Vicenzi      | 18       | -56     | 3           | 0          | 3            | -6           | 0            | 0            | 21       | -62    | 3           | 0          |